# Kenner Products
Kenner Products è stata una ditta statunitense produttrice di giocattoli fondata nel 1947 da tre fratelli: Albert, Phillip e Joseph L. Steiner a Cincinnati, nell'Ohio. L'azienda prese il nome dalla strada in cui si trovavano gli uffici.

## Storia
Fin dal 1958 è stata una delle prime aziende degli Stati Uniti ad usare la televisione come mezzo pubblicitario per i giocattoli.
Negli anni sessanta la Kenner introdusse la propria mascotte, il Kenner Gooney Bird, che è stato usato sia nel logo aziendale che negli spot televisivi, sia come cartone animato che come pupazzo. La mascotte fu abbandonata nel 1974.
L'azienda è stata acquistata da General Mills nel 1967 e nel 1970 la General Mills fuse il suo dipartimento Rainbow Crafts con la Kenner Products. Nel 1968 la acquisì anche la Parker Brothers.
Nel 1974 venne ripresa la produzione della linea Girder and Panel Sets (sospesa dal 1968) con un modello speciale alto 5 piedi rappresentante la Sears Tower di Chicago (la cui costruzione era da poco terminata), seguito poi da altri modelli generici (e di qualità inferiore). Questa seconda vita della linea Girder and Panel Sets terminò nel 1979.
La Kenner ottenne i diritti per la produzione delle action figure e i playset della trilogia di Guerre stellari nel periodo 1977-1984 dopo che questi erano stati rifiutati nel 1976 dalla Mego Corporation. A seguito del successo di questa linea di giocattoli il formato della action figure da 3.75'' usati dalla Kenner divennero uno standard per questo tipo di giocattoli.
Oltre a Guerre stellari la Kenner produsse anche altri giocattoli di famosi show televisivi degli anni settanta, come L'uomo da sei milioni di dollari.
Una delle linee di prodotti della Kenner di maggiore successo sotto la gestione della General Mills fu la Super Powers Collection, composta da una serie di 33 action figures dei supereroi della DC Comics e commercializzata tra il 1984 e il 1986. La DC Comics decise di concedere la licenza per le action figure per via del successo che in quegli anni stavano avendo quelle dei personaggi dei Masters of the Universe commercializzati dalla Mattel.
Una delle caratteristiche che garantì il successo di questi giocattoli fu l'elevata fedeltà, dal punto di vista della somiglianza grafica, con i personaggi rappresentati nei fumetti e nei cartoni de I Superamici (prodotti da Hanna-Barbera); oltre a questo ogni personaggio aveva la possibilità di compiere un'azione speciale (chiamata "Superpotere"), per esempio stringendo le gambe di Superman il suo modello dava un pugno.
Nel 1985 la General Mills fuse la Kenner e la divisione giocattoli della Parker Brothers per creare la Kenner Parker Toys, Inc. La stessa Kenner Parker fu successivamente acquisita dalla Tonka nel 1987, che ricostituì la Kenner product come divisione dell'azienda.
Nel 1990 la compagnia produsse la serie Dark Knight Collection ispirata al personaggio di Batman, reduce dal successo cinematografico dell'omonimo film.
Tonka (compresa la sua divisione Kenner) è stata infine acquisita dalla Hasbro nel 1991. La Hasbro chiuse gli uffici di Cincinnati nel 2000 e i prodotti della Kenner furono inseriti nelle linee di prodotti della Hasbro.

## Prodotti famosi
Tra i suoi giocattoli più popolari vi sono il Girder & Panel Building Sets (un gioco di costruzioni simile al Meccano o ai LEGO, ma focalizzato sulla costruzione di edifici) introdotto nel 1957, il Give-a-Show projector (un proiettore che permetteva di vedere su una superficie delle diapositive raffiguranti brevi storie con i personaggi di Hanna-Barbera, Guerre stellari, ecc.) introdotto nel 1959, il Easy-Bake Oven (un forno in miniatura, alimentato elettricamente, con relative ricette e cibi da cucinare, prodotto ancora oggi dalla Hasbro) nel 1963, lo Spirograph (commercializzato in Italia come spirografo) composto da una serie di ingranaggi forati, con cui si disegnavano spirali concentriche e si realizzavano intricati disegni basati su cerchi e curve, nel 1966.
Eccone una lista parziale:
- Alien
- Batman & Robin
- Batman Forever
- Batman Returns
- Batman (serie animata 1992)
- Batman Total Justice
- Battle Brawlers
- Beetlejuice
- Bill and Ted's Excellent Adventures
- La donna bionica
- Bone Age
- Butch and Sundance: The Early Days
- Capitol Critters
- Orsetti del cuore
- Centurions
- Chuck Norris Karate Kommandos
- Congo (film)
- Easy Bake Oven
- Fluppy Dogs
- Gargoyles (TV)
- Girder & Panel Building Sets
- Jurassic Park (film)
- Littlest Pet Shop
- Mega Force
- Milky the marvelous milking cow!
- M.A.S.K.
- Play-Doh
- Scuola di polizia (serie animata)
- Predator (film)
- I predatori dell'arca perduta
- The Real Ghostbusters
- Robin Hood - Principe dei ladri
- Robocop (serie animata)
- Run Joe Run
- Sea Wees
- L'uomo ombra
- Shadow Strikers
- Silverhawks
- L'uomo da sei milioni di dollari
- Sky Commanders
- Small Soldiers
- Spirograph
- Star Wars
- Starting Lineup (toy line)
- Streethawk (non distribuito)
- Super Powers Collection
- Supercar
- Le avventure di Superman
- Swamp Thing (basato sul cartone animato del 1991)
- The Mask
- Terminator 2
- VR Troopers
- Vor-Tech
- Waterworld
- Wish World Kids